# Coptobasoides comoralis
Coptobasoides comoralis is een vlinder van de familie van de grasmotten (Crambidae). De wetenschappelijke naam van deze soort is voor het eerst voorgesteld door Pierre Viette in een publicatie uit 1960.
De soort komt voor op Grande Comore.